# Liutgard von Vermandois
Liutgard von Vermandois (auch Liutgardis, Leutgarde, Leugeart, Liégard, Ledgard; * vor 925; † 14. November nach 977) war die Tochter des Grafen Heribert II. von Vermandois und von Adele, der Tochter von König Robert I. von Frankreich.
Um 936/937, auf jeden Fall vor 940, heiratete sie Graf Wilhelm Langschwert von Rouen, Jarl der Normannen, der am 17. Dezember 942 ermordet wurde. Die Ehe blieb kinderlos. Sie erhielt einen Teil der Landschaft Madrie zwischen Eure und Seine als Wittum.
Riulf, Graf von Cotentin, und einige andere normannische Barone wandten sich gegen die Verbindung von Wilhelm und Liutgard, da sie der Ansicht waren, dass der Jarl so viele Bündnisse einging, dass Fremde – Franken – an den Hof und in den Rat gelangen konnten. Auf einer Wiese am Fuß der Stadtmauern Rouens kämpfte Wilhelm Langschwert gegen sie und ging daraus als Sieger hervor. Die Rue du Pré-de-la-Bataille im Westen Rouens zeugt noch heute von diesen Ereignissen.
Als Witwe heiratete sie zwischen 942 und 945 in zweiter Ehe den Grafen Theobald I. von Blois und Chartres. Diese Ehe war von Hugo dem Großen gewollt, der seinen Vasallen Theobald und dessen Ländereien zu einem Gegengewicht zum normannischen Fürstentum machen wollte. Bei ihrer Heirat behielt Liutgard ihr normannisches Wittum und brachte als Mitgift die Herrschaft Meulan und die Grafschaft Beauvais in die Ehe ein, die im Besitz von Heribert II. gewesen waren.
Ihre Kinder entstammen der zweiten Ehe:
- Theobald (X vor 962)[8]
- Hugo († 17. Dezember 985 oder 2. Januar 986 (n. St.)[9], 969 Erzbischof von Bourges[10] als Nachfolger seines Onkels Richard de Blois[11]
- Odo I. († 12. März 995[12]), Graf von Blois, Chartres, Châteaudun, Tours, Beauvais und Dreux, Herr von Chinon und Saumur, 978 Markgraf; ⚭ Bertha von Burgund († 16. Januar nach 1016[13]), Tochter des Königs Konrad III. von Burgund (Welfen), sie heiratete in zweiter Ehe 997,[14] geschieden 1003/05, Robert II. von Frankreich († 20. Juli 1031), (Kapetinger)
- Emma († 1. August nach 1003[15]); ⚭ um 968 Wilhelm II. († 995/996), Graf von Poitou (Ramnulfiden)[16]

Theobald I. starb am 16. Januar 975 und wurde in der Abtei Saint-Père-en-Vallée in Chartres beigesetzt; Liutgard starb an einem 14. November nach 977 und wurde an der Seite ihres Ehemanns bestattet.